# Svetovni nazor
Svetóvni názor je najširše pojmovani pogled na svet, miselni okvir skozi katerega posameznik tolmači zunanji svet in z njim sodeluje. Pojem svetovnega nazora je temelj klasične nemške filozofije in epistemologije. Pojem (Weltanschauung) je v nemški filozofiji prvi uporabil Immanuel Kant v knjigi Kritika razsodne moči (nemško Kritik der Urteilskraft; 1790).
Svetovni nazor obsega mnenja o vprašanjih filozofije, morale, verovanja, etike kot so:
- Kaj je realnost?
- Kakšna je narava sveta?
- Kaj je človek?
- Kaj se zgodi po smrti?
- Ali lahko spoznamo resnico?
- Kako vemo kaj je prav in kaj narobe?
- Ali je bog?
- Ali ima človek svobodno voljo?

Vsakdo ima svetovni nazor, če se tega zaveda ali ne. Svetovni nazor povezujemo tudi z ideologijo, ki je standardizirani svetovni nazor skupine ljudi, z odgovori na vsa ali le nekatera svetovnonazorska vprašanja.